# Iraúna-de-olho-claro
A iraúna-de-olho-claro (Agelasticus xanthopthalmus) é uma espécie de ave da família dos icterídeos. É encontrada no Equador e no Peru, onde seu habitat natural são os pântanos de altitude. Uma ave discreta de ocorrência muito local, foi descrita pela primeira vez em 1969 pelo ornitólogo americano Lester L. Short.